# Mark Taylor
Mark Taylor (Reino Unido, 24 de septiembre de 1960) es un nadador británico retirado, especializado en pruebas de estilo libre, donde consiguió ser medallista de bronce olímpico en 1980 en los 4 x 100 metros estilos. En esas Olimpiadas, compitió además en otras dos pruebas, pero no obtuvo más medallas.

## Carrera deportiva
En los Juegos Olímpicos de Moscú 1980 ganó la medalla de bronce en los relevos de 4 x 100 metros estilos, con un tiempo de 3:47.71 segundos, tras Australia (oro) y la Unión Soviética (plata), siendo sus compañeros de equipo los nadadores: Gary Abraham, Duncan Goodhew, David Lowe, Martin Smith y Paul Marshall.